# Čang Lan
Čang Lan (čínsky pchin-jinem Zhāng Lán, znaky zjednodušené 张澜, tradiční 張瀾; 2. dubna 1872 — 9. února 1955) byl čínský pedagog a politik. Po sinchajské revoluci byl jedním z předních politiků v S’-čchuanu, ve 20. a 30. letech ve věnoval problematice vzdělávání a organizaci a vedení středních škol i univerzity v Čcheng-tu. Od konce 30. let se vrátil k politické aktivitě, od roku 1941 do konce života předsedal Čínské demokratické lize, před rokem 1949 opozici v kuomintangském režimu, po roce 1949 jedné z menších politických stran Čínské lidové republiky. Po vzniku Čínské lidové republiky v ní zaujímal vysoké politické funkce, odpovídající jeho prestiži a věku – místopředseda Ústřední lidové vlády (1949–1954), místopředseda stálého výboru Všečínského shromáždění lidových zástupců (od 1954), místopředseda celostátního výboru Čínského lidového politického poradního shromáždění (od 1954).

## Život
Čang Lan se narodil v Nan-čchungu v provincii S’-čchuan v rodině vzdělanců. Dostalo se mu klasického vzdělání. Politicky se angažoval od roku 1911, kdy získal pozornost veřejnosti jako místopředseda výboru akcionářů projektované železnice z Chan-kchou do S’-čchuanu protestujícího proti vládou plánovanému znárodnění železnice. Čang Lan se poté stal jedním z vůdců konstitučních monarchistů v S’-čchuanu, roku 1920 krátce vykonával úřad s’čchuanského guvernéra. Ve 20. letech se od politiky obrátil ke vzdělávání, organizoval školy, roku 1928 vedl univerzitu v Čcheng-tu. Jako významného univerzitního představitele ho respektovali studenti a vzdělanci, jako váženého nestraníka si ho vážili i s’čchuanští militaristé, přestože (a právě proto, že) nezastával žádnou politickou funkci.
Po přesunu kuomintangské vlády do Čchung-čchingu byl jmenován do Lidové politické rady, přičemž kritizoval diktátorská opatření kuomintangské vlády. Když se roku 1941 různé opoziční skupiny spojily v Lize čínských demokratických politických skupin, byl zvolen předsedou ligy, jakožto všeobecně vážená (přinejmenším v S’-čchuanu) neutrální osoba stojící nad šarvátkami jednotlivých politických skupin a proudů a přinášející tak stabilitu do organizace. Předsedou zůstal i po reorganizaci ligy v politickou stranu Čínská demokratická liga roku 1944. Roku 1946 přešel do Šanghaje, když byla roku 1947 liga koumintangskými úřady zakázána a většina jejích vůdců prchla do Hongkongu, Čang Lan zůstal v Šanghaji v domácím vězení. Roku 1949 s pomocí komunistů utekl k nim na sever do Pekingu.
Roku 1949 se účastnil se vytváření politického systému Čínské lidové republiky (ČLR) na Čínském lidovém politickém poradním shromáždění. Roku 1949 byl zvolen jedním ze šesti místopředsedů Ústřední lidové vlády Čínské lidové republiky (do 1954). Po svolání prvního Všečínského shromáždění lidových zástupců roku 1954 byl zvolen místopředsedou jeho stálého výboru, současně byl zvolen i místopředsedou celostátního výboru Čínského lidového politického poradního shromáždění. I po roce 1949, do konce života, vedl Čínskou demokratickou ligu.
Zemřel 9. února 1955 v Pekingu.